# Banqueta (mueble)

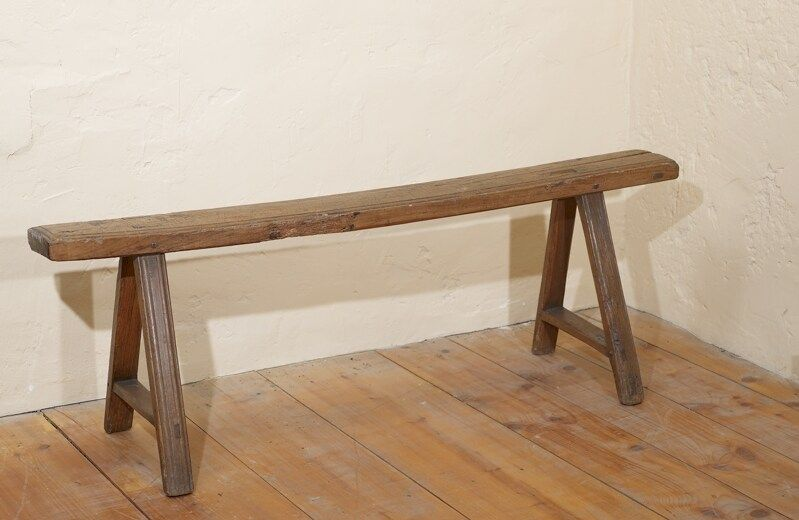
Banqueta de madera.

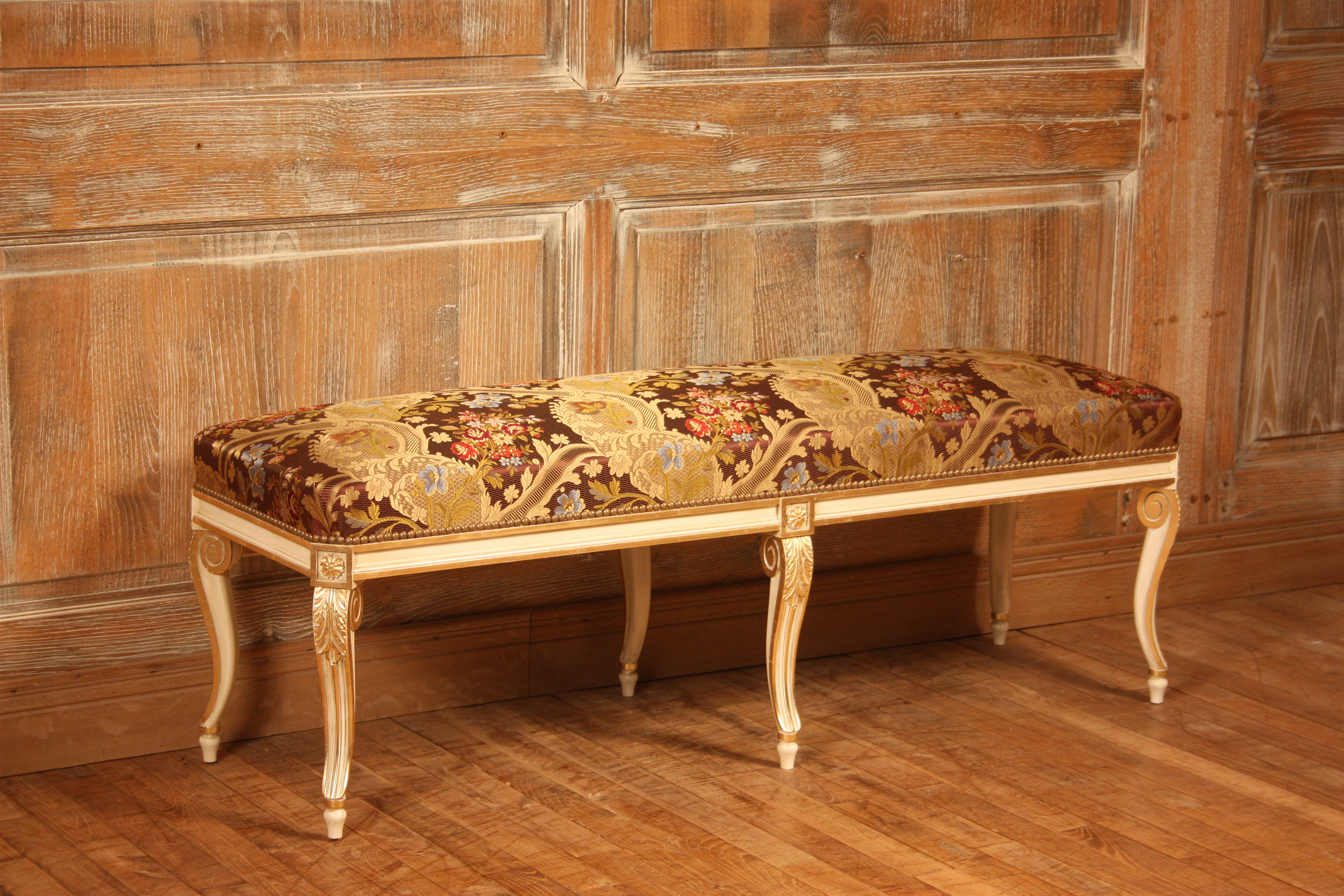
Banqueta estilo Restauración.

Se llama banqueta a un tablero con pies que sirve de soporte o asiento sin respaldo.

## Tipos
- Banqueta de calafate. Es el banquillo que sirve de asiento a los calafates para sus trabajos.
- Banqueta de cureña. En artillería, se llama así a un pedazo de tabla con una mortaja o ranura en un extremo y zoquete en el otro por medio de la cual descansa sobre la llave y ejes traseros de la cureña. Sirve para asiento del cabezal o almohada y para las cuñas de puntería.
- Banqueta del dique. En un barco, se llama así al resalto que forma en popa el pavimento de éste y que nace en la canal donde se reúne el agua para acabar en el pozo de las bombas. Tiene la altura del batiente contra el que apoyan las puertas por su parte inferior.